# Paul Dinter

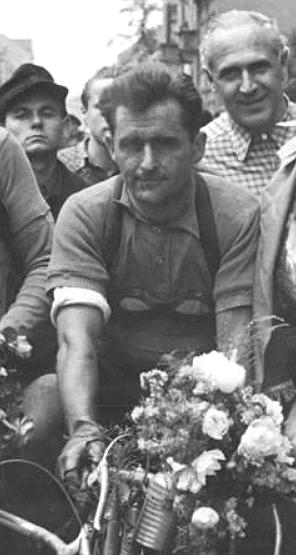
Paul Dinter 1953

Paul Paule Dinter (* 6. August 1922 in Berlin-Lichtenberg; † 18. Mai 2001 in Königs Wusterhausen) war ein deutscher Radrennfahrer. Er war hauptsächlich im DDR-Radsport aktiv.

## Leben
Dinter wuchs im brandenburgischen Zeesen auf und absolvierte nach der Volksschule eine Lehre zum Schlosser und Dreher. 1940 schloss er sich dem Radlerclub 1898 in Mittenwalde an. Er wurde brandenburgischer Jugendmeister und setzte im Männerbereich ein Achtungszeichen, als er bei dem Radsportklassiker Berlin–Cottbus–Berlin den zweiten Platz belegte. 1943 wurde er zur Wehrmacht eingezogen und während des Zweiten Weltkriegs mehrfach verwundet.
Ein Jahr nach Kriegsende startete Dinter 1946 beim Eintagesrennen Rund um Berlin und wurde 10. 1950 trat er der neu gegründeten Betriebssportgemeinschaft (BSG) Lowa/Motor in Wildau bei und erreichte im selben Jahr mit Platz vier und zwei Etappensiegen bei der DDR-Rundfahrt sein bestes Ergebnis bei diesem Etappenrennen, an dem er in den 1950er-Jahren regelmäßig teilnahm. 1950 wurde er Mitglied der Nationalmannschaft der DDR. 1951 nahm Dinter als Kapitän der DDR-Nationalmannschaft erstmals an dem Dreiländer-Etappenrennen Internationale Friedensfahrt teil. Mit Platz sechs bei der fünften Etappe erzielte er sein bestes Ergebnis, als zweitbester DDR-Fahrer kam er in der Gesamtwertung der Tour auf Rang 14. Nachdem er bei seinem zweiten Friedensfahrt-Auftritt 1952 (wiederum als Mannschaftskapitän)  25. geworden war, bestritt Dinter 1953 seine letzte Friedensfahrt. Er kam beim sechsten Tagesabschnitt zum zweiten Mal in seiner Friedensfahrt-Laufbahn mit Platz acht unter die besten Zehn und wurde, nach einem schweren Sturz auf der letzten Etappe, der ihn fast zum Aufgeben zwang, in der Endwertung 28. Mit dem DDR-Team gewann er jedoch erstmals die Mannschaftswertung.
Bei den DDR-Straßenmeisterschaften erreichte Dinter 1951 mit Platz drei sein bestes Ergebnis. Seine fehlende Spurtschnelligkeit verhinderte, dass er bei bedeutenden Rennen öfter einen Podestplatz eroberte. Zu diesen wenigen Erfolgen gehört der dritte Platz beim 1953er DDR-Klassiker Berlin–Leipzig.
Dinter war als Dreher im Schwermaschinenbau Wildau beruflich tätig. Auch nach seinem Rücktritt vom aktiven Renngeschehen 1957 engagierte sich Dinter weiter für den Radsport und wurde Sektionsleiter und Übungsleiter bei der BSG Motor Wildau. Wenig später verlangte man von Dinter, eine Resolution zu unterschreiben, die sich gegen den Koreakrieg wandte; zugleich sollten sich die Ausbilder verpflichten, die „Jugend sozialistisch zu erziehen‘“. Als praktizierender Katholik weigerte sich Dinter, diese Verpflichtung zu unterschreiben, woraufhin er im Radsport keine Funktionen mehr ausüben durfte. 1993 gehörte er zu den Mitbegründern des RSV 93 Königs Wusterhausen/Wildau, des Nachfolgers der Sektion Radsport von Motor Wildau. Im selben Jahr rief er die Radtourenfahrt „Vor den Toren Berlins“ für den Breitensport ins Leben. Dinter starb 2001 im Alter von 78 Jahren in Königs Wusterhausen, seinem letzten Wohnort. Dort wurde eine Sporthalle nach ihm benannt, und der RSV 93 veranstaltet jährlich ein Paul-Dinter-Gedenkrennen. Sein umfangreicher Nachlass wird in einem Familien-Archiv aufbewahrt. Sein Sohn Raimund war ebenfalls als Radsportler und Funktionär bei Motor Wildau aktiv.